# Jun (bebida)
El Jun, o Xun, es una bebida fermentada similar a la kombucha, que se diferencia únicamente en que sus ingredientes básicos son el té verde y la miel, en lugar del té negro y el azúcar de caña. El Jun se elabora fermentando té verde (endulzado con miel) con un cultivo simbiótico de bacterias y levadura (SCOBY). También se suelen añadir frutas, edulcorantes, especias y otros potenciadores del sabor para hacer más apetecible la bebida. Aunque Jun guarda similitudes con otras bebidas fermentadas como la kombucha, el kéfir de agua y el kvas, tiene suficientes diferencias como para ser considerada una bebida distinta.

## Antecedentes

### Origen e ingredientes
El jun puede considerarse un primo del kombucha. El jun se compone principalmente de té verde y miel, mientras que la kombucha se elabora con té negro y azúcar de caña. El proceso de fermentación también requiere una colonia simbiótica de bacterias y levaduras (SCOBY). Jun tiene un sabor más dulce, un precio más elevado (debido al coste de sus ingredientes) y una disponibilidad limitada. Aunque aún no está claro dónde se creó inicialmente el Jun, los vendedores occidentales afirman que fue desarrollado hace miles de años por los monjes de Bon en el Tíbet y el norte de China.
Sin embargo, el escritor gastronómico estadounidense  Sandor Katz pone en duda esta afirmación y cree que es un invento moderno que se ha atribuido al Tíbet como un truco de marketing: "La falta de información creíble sobre la historia del jun me lleva a la conclusión de que es una divergencia relativamente reciente del árbol genealógico de la kombucha. Algunos sitios web afirman que procede del Tíbet, donde se elabora desde hace 1,000 años; por desgracia, los libros sobre comida tibetana, e incluso un libro especializado en fermentos del Himalaya, no lo mencionan.". 

## Proceso de fermentación
El proceso de fermentación del jun suele durar entre 5 y 7 días, lo que es mucho más rápido que el de la mayoría de las bebidas fermentadas. Técnicamente, la elaboración del jun sólo requiere un paso, pero a menudo se hace en dos, ya que el procedimiento adicional puede añadir el sabor y la carbonatación que hacen que la bebida sea más agradable al paladar. Para elaborar jun se necesita un frasco (normalmente de vidrio o porcelana), un SCOBY (cultivo simbiótico de bacterias y levaduras), miel, té verde y agua filtrada. Las medidas reales variarán en función de la receta utilizada y de las preferencias personales.

### Fermentación primaria
Durante el primer paso del proceso, también conocido como fermentación primaria, los organismos vivos en el SCOBY consumirán la miel y le darán a la bebida su sabor característico. Para preparar jun, el té verde debe dejarse en remojo en agua hirviendo durante 10 minutos. Luego se debe dejar enfriar a temperatura ambiente, tras lo cual se debe agregar la miel y mezclar hasta que se disuelva completamente. Después de esto, se debe agregar el SCOBY al frasco, que luego se debe tapar y dejar fermentar. La temperatura ideal de fermentación del jun es entre 70 y 80 grados Fahrenheit. Después de cinco días, se debe probar el jun y evaluar su dulzura. Si es demasiado dulce, se debe dejar fermentar y probar diariamente hasta que alcance el nivel deseado (se puede dejar fermentar hasta 21 días).

### Fermentación secundaria
La fermentación secundaria no es necesaria, pero agrega carbonatación y un sabor adicional que muchos bebedores de jun prefieren al jun sin sabor elaborado en la fermentación primaria. Para este paso, el jun sin sabor debe embotellarse en un recipiente hermético con frutas, miel, especias o cualquier otro agente saborizante que el cervecero quiera agregar. El ambiente cerrado impide que el dióxido de carbono creado se escape, dando lugar a la carbonatación. La fermentación secundaria debe cultivarse durante 1 a 3 días a temperatura ambiente y luego la botella debe abrirse y refrigerarse hasta su consumo. Cuanto más larga sea la fermentación secundaria, más intensamente carbonatado y sabroso será el jun.

## Producción de jun
Dentro de los Estados Unidos, hay dos productores principales de jun. Huney Jun tiene su sede en Leavenworth, Washington, y elabora varios sabores de jun. Esta empresa distribuye la bebida en tiendas de comestibles locales, así como en el sitio web de la tienda. Wild Tonic, con sede en Arizona, también elabora jun localmente, pero lo vende en plataformas más grandes como Amazon, Instacart y Uber Eats. También es común preparar jun a mano en casa, ya que hay muchos blogs y recetas disponibles en Internet.

## Comparación con la kombucha
El jun y la kombucha son similares en cuanto a sus métodos de elaboración. La principal diferencia entre ambos son sus ingredientes principales: el jun se elabora con té verde y miel, mientras que la kombucha utiliza té negro y azúcar. Debido a esta diferencia, aunque el sabor del jun y el la kombucha se parecen, el jun suele ser más efervescente y menos ácido.